# Конвой Балікпапан – Трук (14.11.43 – 21.11.43)
Конвой Балікпапан – Трук (14.11.43 – 21.11.43) — японський конвой часів Другої Світової війни, проведення якого відбувалось у листопаді 1943. 
Вихідним пунктом конвою був один з головних центрів нафтовидобувної промисловості Південно-Східної Азії Балікпапан, розташований на східному узбережжі острова Борнео. Пунктом призначення став атол Трук у центральній частині Каролінських островів, де до лютого 1944-го знаходилась головна база японського ВМФ у Океанії та транспортний хаб, що забезпечував постачання Рабаула (головна передова база в архіпелазі Бісмарка, з якої провадились операції на Соломонових островах та сході Нової Гвінеї) і східної Мікронезії.  
До складу конвою увійшли танкери «Тоа-Мару», «Ніппон-Мару», «Сінкоку-Мару» (Shinkoku Maru) та «Нампо-Мару» під охороною есмінця «Хібікі». Певний час додаткову охорону також забезпечував мисливець за підводними човнами CH-5.
Загін вийшов з Балікпапану 14 листопада 1943-го. Існують відомості, що якусь частину маршруту він пройшов разом з конвоєм №2611, що прямував з Балікпапану на Палау і складався з танкеру «Сінсу-Мару» (Shinshu Maru), транспорту «Кою-Мару» (Koyu Maru) та ще одного судна у супроводі есмінця «Вакатаке» і допоміжного мисливця за підводними човнами CHa-37.
В районі Палау (західні каролінського острова) з танкерним конвоєм зустрівся другий есмінець «Хамакадзе», що прибув з Труку. Хоча поблизу нафтовидобувних регіонів Борнео, Палау та Труку традиційно діяли американські підводні човни, проте на цей раз перехід пройшов без інцидентів і 21 листопада 1943-го конвой успішно прибув на Трук.
Можливо також відзначити, що за кілька діб «Тоа-Мару» та «Ніппон-Мару» вирушать в район Маршаллових островів для забезпечення паливом сил флоту, які готувались до ймовірної протидії ворожій атаці на архіпелаг Гілберта. При цьому обидва танкери були атаковані підводними човнами, що призвело до загибелі «Тоа-Мару», тоді як «Ніппон-Мару» врятували дефектні детонатори торпед.